# Vörösfoltos csigagomba
A vörösfoltos csigagomba vagy csigapereszke (Hygrophorus russula)  a csigagombafélék családjába tartozó, Európában és Észak-Amerikában honos, ehető gombafaj.

## Előfordulása
A vörösfoltos csigagomba főként ősszel, melegkedvelő lomberdőkben termő, ehető gombafaj, amely Európa és Észak-Amerika területein található meg.

## Megjelenése
Kalapja 5–10 cm átmérőjű fiatalon domború, később kiterülő, felszíne sima, ritkán sötétebb apró pikkelyek borítják. Színe fehér alapon vöröses, az öreg példányoké sárgán foltosodó. Lemezei közepesen sűrűn állók, kissé lefutók, színük fehér, de sárga vagy barnásvörös foltokkal. Tönkje rövid, hengeres és robusztus, 7–9 cm hosszú, színe fehér, a kalaphoz hasonló foltozottsággal. Húsa fehér, sérülésre vörösödik, íze és szaga nem jellemző.

## Összetéveszthetősége
Közeli rokonaival, a szintén ehető vöröslila csigagombával és a nem mérgező de rossz ízű piruló csigagombával téveszthető össze, azonban lényeges különbség, hogy mindkét gombafaj a fenyőerdők jellemző gombafaja.